# Gyrothrix verticiclada
Gyrothrix verticiclada är en svampart som först beskrevs av Goid., och fick sitt nu gällande namn av S. Hughes & Piroz. 1971. Gyrothrix verticiclada ingår i släktet Gyrothrix, divisionen sporsäcksvampar och riket svampar.   Inga underarter finns listade i Catalogue of Life.